# Montsec de Béixec
El Montsec de Béixec és una serra situada al municipi de Montellà i Martinet, a la comarca del Baixa Cerdanya, amb una elevació màxima de 1.433 metres.